# مهشخالی
مهشخالی (به لاتین: Moheshkhali) یک منطقهٔ مسکونی در بنگلادش است که در ناحیه کاکس‌بازار واقع شده‌است. مهشخالی ۳۶۲٫۱۸ کیلومتر مربع مساحت و ۲۵۶٬۵۴۶ نفر جمعیت دارد.